# Voix du Sahel
La Voix du Sahel est une station de radio publique nigérienne, appartenant à l'Office de Radiodiffusion-Télévision du Niger. Cette station généraliste a le statut d'établissement public de l'état, à caractère industriel et commercial, doté de la personnalité civile et de l'autonomie financière (loi n° 67 011 du 11 février 1967). 
Centrée sur l'information, la culture et le divertissement, elle émet dans tout le pays grâce à un réseau d'émetteurs et réémetteurs (modulation de fréquence, ondes moyennes et ondes courtes). Ses programmes sont diffusés en français et en arabe ainsi que dans sept langues nationales (haoussa, tamasheq, kanouri...).

## Histoire
Les premières émissions de radio régulières en Afrique-Occidentale française remontent au début de la Seconde Guerre mondiale, avec la création de Radio Dakar, devenue Radio Inter-AOF dans le courant des années 1950. L'année 1958 voit la création de stations de radio locales dans la plupart des  « républiques autonomes » mises en place dans le cadre d'une éphémère « Communauté française » : ainsi voit le jour Radio Niger, le 31 juillet 1958. 
Pourtant, en dépit des efforts fournis par les différentes équipes techniques, la station est confrontée à d'importants problèmes techniques, qui ne sont pas résolus avant le mois de septembre. Le lancement est reporté au mois d'octobre, pendant lequel les habitants de Niamey équipés d'un récepteur radio peuvent entendre ce premier message : « Mon nom de baptême est Radio Niger. J'ai vu le jour un 6 octobre 1958 où, pour la première fois, les habitants de Niamey ont entendu crépiter la voix. Ici Radio Niger émettant de Niamey, sur les fréquences suivantes : en onde moyenne sur 1575 kilohertz, en onde courte sur la bande des 60 m, soit 5020 kilohertz ». Il faut attendre le 18 octobre pour que débutent enfin les émissions régulières, le temps qu'une équipe technique soit constituée. 
Le temps d'antenne est encore très réduit, et limité à cette époque à deux heures de programmes quotidiens (de 20 heures à 22 heures), hormis le dimanche, où Radio Niger émet pendant douze heures (de 10 heures à 22 heures). Mais au fil des ans, la programmation ne cesse de s'étoffer et de se diversifier. Dans le même temps, un réseau d'émetteurs est mis en place, afin de couvrir progressivement la totalité du territoire national. Peu après la proclamation de l'indépendance du pays, de 1960 à 1963, sont installés des émetteurs à N'Guigmi, Zinder, Gouré, ou encore Gaya.
En 1967, Radio Niger devient partie intégrante de l'Office de Radiodiffusion-Télévision du Niger, nouvellement créé. Le 15 avril 1974, l'armée renverse le gouvernement de Hamani Diori et s'empare du pouvoir. C'est dans ce contexte que Radio Niger est rebaptisée « La Voix du Sahel » quelques jours plus tard, le 7 mai 1974.
Mariama Keïta commence sa carrière comme rédactrice et présentatrice du journal au sein de la rédaction. Elle devient ainsi la première femme journaliste du pays en exercice. 